# Gare de Saint-Martory
Gare de Saint-Martory vasútállomás Franciaországban, Saint-Martory településen.

## Vasútvonalak
Az állomást az alábbi vasútvonalak érintik:
- Toulouse–Bayonne-vasútvonal

## Kapcsolódó állomások
A vasútállomáshoz az alábbi állomások vannak a legközelebb:
- Gare de Lestelle
- Gare de Boussens
- Gare de Saint-Gaudens